# Charanyca quercus
Charanyca quercus là một loài bướm đêm trong họ Noctuidae.